# Berkeley (Missouri)
Pour les articles homonymes, voir Berkeley.
Berkeley est une ville du Missouri, dans le comté de Saint Louis.

## Économie
Une usine de McDonnell Douglas absorbée en 1997 âr Boeing Defense, Space & Security produisant, en 2025, des avions de combat F-15 Eagle et F/A-18 y est implantée.